# Lajos Egri
Lajos Egri (* 1888 in Eger, Österreich-Ungarn; † 1967 in USA) war Journalist und freier Schriftsteller. Bekannt wurde er vor allem als Schreiblehrer für das Theater und den Film. Nach seiner Emigration in die Vereinigten Staaten gründete er in den 1930er Jahren in New York die Egri School of Writing.

## Leben
Bekannt wurde Lajos Egri durch sein 1946 erschienenes Buch „Dramatisches Schreiben“, das heute als ein Klassiker der Schreiblehrbücher gilt. Basis von Egris Ansatz ist die Konzentration auf die Figurenentwicklung. Im Unterschied zur klassischen Auffassung, die sich auf die Entwicklung der Handlungstrukturen konzentriert, sah Egri in der Charakterentwicklung den Kern des Schreibprozesses. Dieser Ansatz hat Schule gemacht und wird heute von vielen Lehrern des Kreativen Schreibens vertreten. Die dargestellten Techniken wurden für das Schreiben von Kurzgeschichten, Romanen und insbesondere von Drehbüchern verwendet. Hierbei entwarf er den Begriff der dreidimensionalen Figur (enthalten dabei: Physiologie, Soziologie und Psychologie Ebene). 

## Publikationen
- Literarisches Schreiben: Starke Charaktere – Originelle Ideen – Überzeugende Handlung. Autorenhaus Verlag, ISBN 978-3-932909-68-9.
- Dramatisches Schreiben. Theater – Film – Roman. Autorenhaus Verlag, ISBN 978-3-932909-58-0.